# Крешимир Ћосић
Крешимир Ћосић (Загреб, 26. новембар 1948 — Балтимор, 25. мај 1995) био је југословенски и хрватски кошаркаш и тренер.

## Каријера

### Играчка каријера
Ћосић је рођен у Загребу, али је одрастао у Задру где је започео своју каријеру 1965. играјући за КК Задар и играо је ту до 1969. Кошарку је наставио да игра на Универзитету Бригам Јанг у периоду од 1971—1973. Након универзитетске каријере одбио је неколико понуда да игра у НБА клубовима и вратио се у КК Задар, где је остао до 1975. Играо је још за Виртус и Цибону (1980—1983). Државно првенство освојио је 6 пута, а кошаркашки куп 4 пута. Са Цибоном је освојио Куп победника купова 1982. Са репрезентацијом Југославије, за коју је наступио 303 пута, освојио злато на Европским првенствима 1973, 1975. и 1977, сребро 1969, 1971. и 1981. и бронзу 1979. На Светским првенствима је освојио прво место 1970. и 1978. и друго 1967. и 1974, а на Олимпијским играма златну 1980. у Москви и сребрну медаљу 1968. у Мексико Ситију и 1976. у Монтреалу.

### Тренерска каријера
Након играчке каријере, Ћосић се посветио тренерском послу. Као селектор репрезентације Југославије освојио је бронзану медаљу на Светском првенству 1986. у Шпанији и бронзану медаљу на Европском првенству 1987. у Грчкој.

### Остало
За време боравка у САД, Ћосић је прешао у мормоне, а касније је основао мормонску заједницу у Југославији. Такође је превео Мормонову књигу и Доктрине и завети на хрватски језик.
Након што је Хрватска постала самостална, Ћосић је радио у дипломатској служби у хрватској амбасади у Вашингтону. Умро је у Балтимору 25. маја 1995. у 46. години живота од не-Хоџгиновог лимфома.
Ћосић је 1996. примљен у Кошаркашку кућу славних, као трећи не-Американац коме је то успело. 4. марта 2006. Универзитет Бригам Јанг је повукао његов дрес из употребе. Куп Хрватске у кошарци носи име Куп Крешимира Ћосића, као и дворана у Задру.

## Успеси

### Клупски
- Задар:
  - Првенство Југославије (5): 1965, 1967, 1967/68, 1973/74, 1974/75.
- Виртус Болоња:
  - Првенство Италије (2): 1978/79, 1979/80.
- Цибона:
  - Првенство Југославије (1): 1981/82.
  - Куп Југославије (3): 1981, 1982, 1983.
  - Куп победника купова (1): 1981/82.

### Појединачни
- Најкориснији играч Европског првенства у кошарци (2): 1971, 1975
- 50 особа које су највише допринеле Евролиги : 2008.